# 신목기

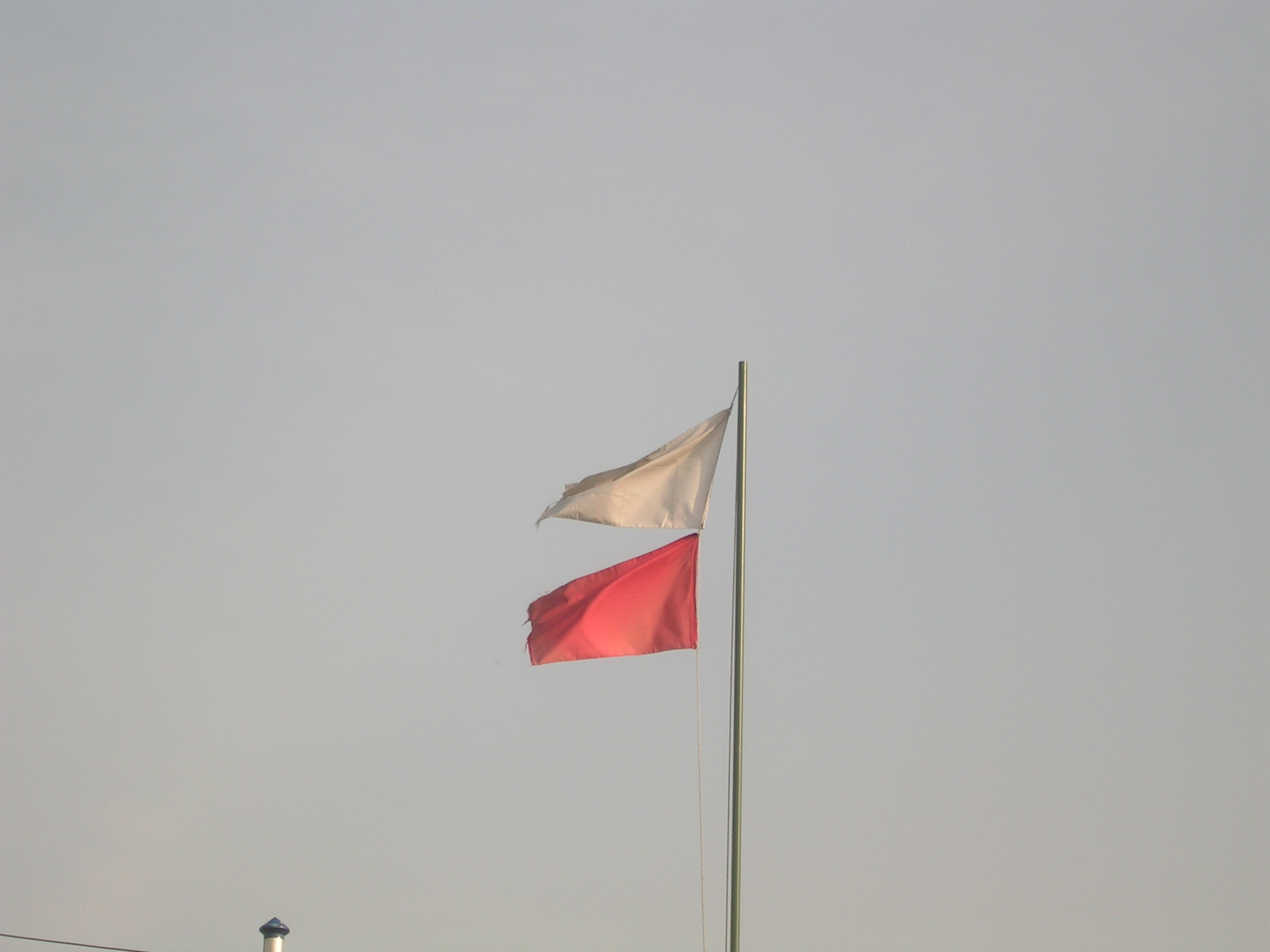
신목기

신목기(神木旗)는 대한민국에서 점술을 다루는 직업인 무속인이 신령함의 상징으로 내거는 깃발이다. 깃대는 보통 긴 대나무로 만든 것이며, 하얀 색과 붉은 색의 천을 위아래로 각기 따로 가로로 길게 늘어뜨려 놓은 모양의 것이 가장 많다. 이것은 신성한 곳이라는 영역 표시의 일종이다. 바람에 흔들리면 소리가 나도록 방울을 다는 경우도 있다.
그 밖에 만(卍)자가 새겨진 기나 흰색, 붉은색, 노란색의 삼색기를 신목기로 내거는 곳도 있다.